# Міжнародний день жінок і дівчат у науці

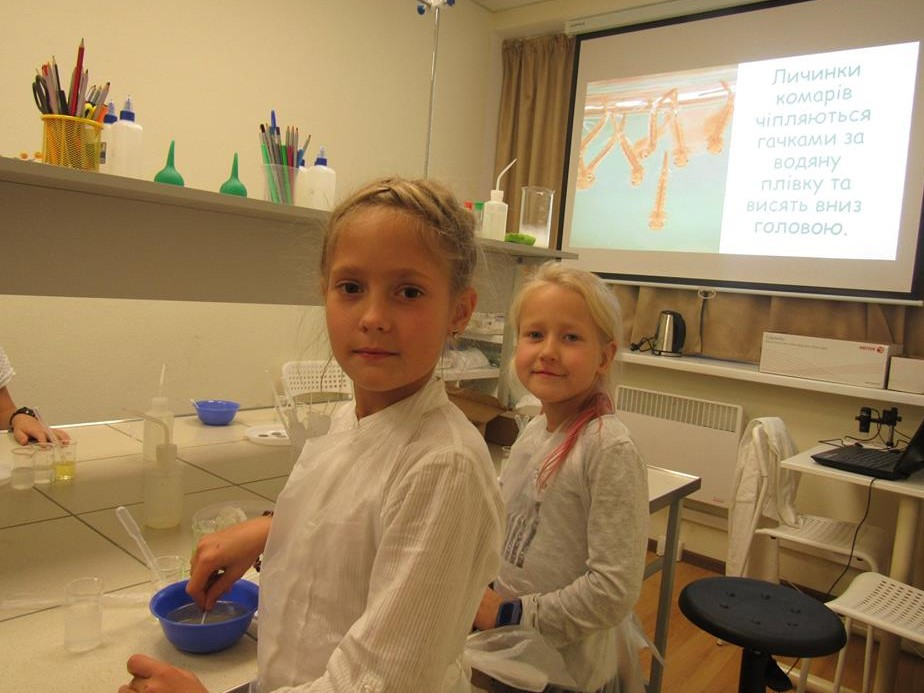
Перші кроки дівчат у науці в проекті Малої академії наук України

Міжнародний день жінок і дівчат у науці (англ. International Day of Women and Girls in Science) — міжнародний день ООН; пам'ятна дата, присвячена незмірно важливій ролі жінок та дівчат у науці. Відзначається 11 лютого за підтримки ЮНЕСКО та спеціальної структури ООН із питань ґендерної рівності та розширення прав і можливостей жінок, маючи на меті сприяння повноцінному та рівному доступу жінок і дівчат до участі в науці.

## Історія
20 грудня 2013 року Генеральна Асамблея ООН прийняла резолюцію «Наука, техніка та інновації в цілях розвитку», в якій проголосила рівний доступ жінок і дівчат будь-якого віку до досягнень і розвитку науки, техніки й інновацій як запоруку забезпечення ґендерної рівноправності в цій сфері.. 22 грудня 2015 року Генеральна Асамблея ООН прийняла резолюцію A/RES/70/212, якою встановила 11 лютого як Міжнародний день жінок і дівчат у науці.

## Сучасний стан
Понад 60 країн приєднались до ініціативи й проводять спеціальні заходи, присвячені цьому дню.